# Championnat de Belgique de football 1965-1966
Navigation
Saison précédente Saison suivante
Le championnat de Belgique de football 1965-1966 est la 63e saison du championnat de première division belge. 
Le R. SC Anderlechtois, double champion en titre, fait à nouveau la course en tête et réalise un troisième triplé en décrochant son douzième titre national, un nouveau record. Derrière, le podium est complété par le Standard de Liège à la troisième place et le surprenant K Saint-Trond VV qui finit en deuxième position.
De l'autre côté du classement, Berchem Sport, sauvé deux ans plut tôt grâce à la rétrodatation administrative du K. FC Turnhout, termine à nouveau en position de relégable et est cette fois bel et bien relégué en Division 2. Il est accompagné par le Cercle de Bruges, dernier, qui quitte l'élite après cinq saisons.

## Clubs participants
Seize clubs prennent part à ce championnat, soit le même nombre que lors de l'édition précédente. Ceux dont le matricule est indiqué en gras existent toujours aujourd'hui.
| #  | Nom                                        | Mat. | Ville                | Stades                       | Entraîneur         | En D1 depuis (série) | Total en D1 | Saison précédente |
| -- | ------------------------------------------ | ---- | -------------------- | ---------------------------- | ------------------ | -------------------- | ----------- | ----------------- |
| 1  | Royal Sporting Club Anderlechtois          | 35   | Anderlecht           | Stade Émile Versé            | Pierre Sinibaldi   | 1935-1936 (29e)      | 35e         | 1er               |
| 2  | Royal Antwerp Football Club                | 1    | Anvers               | Bosuilstadion                | Harry Game         | 1901-1902 (57e)      | 62e         | 13e               |
| 3  | Royal Beerschot Athletic Club              | 13   | Anvers               | Kiel                         | András Béres       | 1907-1908 (51e)      | 57e         | 3e                |
| 4  | Royal Berchem Sport                        | 28   | Berchem              | Het Rooi                     | ?                  | 1962-1963 (4e)       | 33e         | 14e               |
| 5  | Koninklijke Beringen Football Club         | 522  | Beringen             | Mijnstadion                  | Rik Geertsens      | 1962-1963 (4e)       | 10e         | 8e                |
| 6  | Royal Cercle Sportif Brugeois              | 12   | Bruges               | Stade Edgard De Smedt        | Georges Meuris     | 1961-1962 (5e)       | 42e         | 11e               |
| 7  | Royal Football Club Brugeois               | 3    | Bruges               | De Klokke                    | Louis Dupal        | 1959-1960 (7e)       | 44e         | 9e                |
| 8  | Royal Daring Club de Bruxelles             | 2    | Molenbeek            | Stade Oscar Bossaert         | Daniel Langrand    | 1959-1960 (7e)       | 45e         | 10e               |
| 9  | Association Royale Athlétique La Gantoise  | 7    | Gentbrugge           | Stade Jules Otten            | Max Schirschin     | 1936-1937 (27e)      | 38e         | 12e               |
| 10 | Royal Football Club Liégeois               | 4    | Rocourt              | Stade Vélodrome Oscar Flesch | Jean Cornili       | 1945-1946 (21e)      | 37e         | 6e                |
| 11 | Royal Standard Club Liège                  | 16   | Sclessin             | Stade de Sclessin            | Michel Pavic       | 1921-1922 (42e)      | 47e         | 2e                |
| 12 | Koninklijke Lierse Sportkring              | 30   | Lierre               | Stade Herman Vanderpoorten   | Staf Van den Bergh | 1953-1954 (13e)      | 31e         | 7e                |
| 13 | Koninklijke Football Club Malinois         | 25   | Malines              | Achter de Kazerne            | András Dolgos      | 1965-1966 (1re)      | 30e         | Division 2 : 2e   |
| 14 | Royal Racing White                         | 47   | Woluwe-Saint-Lambert | Stade Fallon                 | Norberto Höfling   | 1965-1966 (1re)      | 12e         | Division 2 : 1er  |
| 15 | Koninklijke Sint-Truidense Voetbalverening | 373  | Saint-Trond          | Stayenveld                   | Raymond Goethals   | 1957-1958 (9e)       | 9e          | 5e                |
| 16 | Royal Tilleur Football Club                | 21   | Tilleur              | Stade de Buraufosse          | Joseph Pannaye     | 1963-1964 (2e)       | 20e         | 4e                |

### Localisation des clubs
| Anvers Lierse SK FC Malinois FC Brugeois CS Brugeois La Gantoise Bruxelles Beringen FC Sint-Truidense VV Liège |

#### Localisation des clubs anversois
Les 3 cercles anversois sont :
(1) R. Antwerp FC
(2) R. Beerschot AC
 (3) R. Berchem Sport

#### Localisation des clubs bruxellois
Les 3 cercles bruxellois sont :
(5) R. Daring CB
(6) R. SC Anderlecht
(15) R. Racing White

#### Localisation des clubs liégeois
Les 3 cercles liégeois sont:
(1) R. FC Liégeois
(6) R. Tilleur FC
(8) R. Standard CL

## Déroulement de la saison

### Le Cercle de Bruges puni
Ce championnat est marqué par une affaire de corruption mettant en cause le R. CS Brugeois. Le cercle aurait tenté d'acheter des joueurs du Lierse. Ce dossier est souvent appelé « Affaire Bogearts », du nom du joueur lierrois qui est à l'origine du scandale.
Entendu par les enquêteurs de la Fédération belge, Walter Bogaerts accuse le vice-président du Cercle de Bruges, Paul Landsoght, d'avoir tenté de le corrompre. Sans autres preuves que le témoignage de Bogaerts, le Cercle est reconnu coupable et sanctionné. Il est rétrogradé d'une division, ce qui l'envoie directement en Division 3 puisqu'il termine à une des deux positions de descendant. 
Paul Landsoght, qui bénéficie d'une réputation irréprochable, n'accepte pas les accusations ni la sanction. Le dirigeant et le cercle mettent tout en œuvre pour laver leur honneur. En juin 1967, l'URBSFA disculpe totalement Landsoght et le matricule 12. Bien que  blanchi, le Cercle de Bruges reste en Division 3, dont il remportera le titre un an plus tard. À la suite de cette affaire, le Cercle de Bruges perd plusieurs joueurs importants, dont Gilbert Bailliu ou John Moelaert qui rejoignent le « Club » voisin.

## Résultats

### Résultats des rencontres
Avec seize clubs engagés, 240 matches sont au programme de la saison.
| Résultats (▼dom., ►ext.)                                   | AND | ANT | BEE | BSP | BER | CSB  | FCB | DAR | GAN | FCL | LIE | MAL | RRW | STA | STT | TIL |
| R. SC Anderlechtois                                        |     | 1-1 | 0-2 | 3-0 | 2-1 | 12-0 | 3-1 | 5-0 | 6-0 | 4-0 | 2-0 | 7-1 | 2-0 | 1-1 | 6-0 | 3-0 |
| R. Antwerp FC                                              | 0-5 |     | 1-2 | 3-0 | 2-0 | 3-1  | 1-4 | 1-0 | 3-2 | 1-1 | 0-0 | 2-0 | 2-3 | 1-3 | 2-0 | 2-1 |
| R. Beerschot AC                                            | 1-1 | 2-1 |     | 0-0 | 2-0 | 2-0  | 2-2 | 1-0 | 5-0 | 3-2 | 0-1 | 1-0 | 1-1 | 1-0 | 1-0 | 2-1 |
| R. Berchem Sport                                           | 0-3 | 1-1 | 1-1 |     | 0-0 | 0-0  | 0-0 | 1-1 | 3-1 | 1-3 | 0-1 | 1-2 | 1-1 | 2-0 | 0-0 | 3-3 |
| K. Beringen FC                                             | 0-3 | 1-2 | 2-1 | 0-2 |     | 3-0  | 1-1 | 0-0 | 4-1 | 1-0 | 4-1 | 0-1 | 2-1 | 0-3 | 1-1 | 1-2 |
| R. CS Brugeois                                             | 0-2 | 1-4 | 1-0 | 2-0 | 3-2 |      | 2-2 | 1-0 | 1-2 | 1-2 | 0-0 | 0-0 | 0-1 | 1-0 | 0-1 | 0-0 |
| R. FC Brugeois                                             | 0-1 | 4-2 | 1-2 | 1-0 | 1-1 | 2-1  |     | 0-0 | 1-1 | 2-1 | 5-0 | 2-0 | 4-3 | 1-2 | 3-2 | 1-1 |
| R. Daring CB                                               | 0-0 | 2-1 | 2-1 | 5-0 | 0-0 | 3-1  | 1-1 |     | 2-3 | 2-0 | 1-1 | 0-0 | 0-0 | 1-0 | 1-2 | 1-2 |
| ARA La Gantoise                                            | 2-2 | 1-0 | 2-2 | 3-0 | 2-1 | 1-1  | 3-5 | 1-0 |     | 0-5 | 1-1 | 2-3 | 2-1 | 1-1 | 2-0 | 4-0 |
| R. FC Liégeois                                             | 3-7 | 0-0 | 1-3 | 6-1 | 5-0 | 5-0  | 0-0 | 1-0 | 2-1 |     | 0-4 | 2-2 | 1-2 | 0-1 | 2-3 | 0-0 |
| K. Lierse SK                                               | 2-1 | 1-1 | 1-2 | 2-1 | 0-1 | 5-0  | 0-3 | 2-1 | 1-2 | 1-3 |     | 1-2 | 1-1 | 1-2 | 0-1 | 1-1 |
| K. FC Malinois                                             | 0-2 | 1-0 | 2-2 | 2-1 | 2-0 | 1-0  | 1-5 | 1-0 | 0-3 | 6-2 | 0-0 |     | 2-0 | 1-1 | 0-0 | 3-1 |
| R. Racing White                                            | 0-3 | 1-3 | 1-1 | 1-2 | 3-0 | 3-1  | 3-2 | 0-1 | 6-1 | 0-4 | 0-0 | 1-0 |     | 1-1 | 1-4 | 0-0 |
| R. Standard CL                                             | 0-1 | 2-2 | 2-1 | 3-2 | 4-0 | 3-1  | 2-0 | 2-0 | 1-1 | 0-0 | 4-0 | 1-0 | 1-0 |     | 1-1 | 1-3 |
| K. Sint-Truidense VV                                       | 2-0 | 2-0 | 2-0 | 3-1 | 5-3 | 1-0  | 1-0 | 3-1 | 4-1 | 0-1 | 0-1 | 1-0 | 2-0 | 0-1 |     | 1-0 |
| R. Tilleur FC                                              | 1-0 | 2-1 | 1-1 | 1-0 | 1-0 | 1-0  | 2-2 | 0-0 | 1-1 | 0-0 | 1-1 | 1-2 | 3-1 | 0-4 | 0-1 |     |
| - Victoire à domicile - Match nul - Victoire à l'extérieur |     |     |     |     |     |      |     |     |     |     |     |     |     |     |     |     |

### Classement final
| Rang | Équipe               | Pts | J  | G  | N  | P  | Bp | Bc | Diff |
| ---- | -------------------- | --- | -- | -- | -- | -- | -- | -- | ---- |
| 1    | R.SC ANDERLECHTOIS T | 47  | 30 | 21 | 5  | 4  | 88 | 18 | +70  |
| 2    | K. Sint-Truidense VV | 40  | 30 | 18 | 4  | 8  | 43 | 29 | +14  |
| 3    | R. Standard CL C     | 40  | 30 | 16 | 8  | 6  | 47 | 24 | +23  |
| 4    | R. Beerschot AC      | 39  | 30 | 15 | 9  | 6  | 45 | 29 | +16  |
| 5    | R. FC Brugeois       | 35  | 30 | 12 | 11 | 7  | 56 | 39 | +17  |
| 6    | K. FC Malinois       | 33  | 30 | 13 | 7  | 10 | 35 | 39 | -4   |
| 7    | ARA La Gantoise      | 30  | 30 | 11 | 8  | 11 | 47 | 62 | -15  |
| 8    | R. Tilleur FC        | 30  | 30 | 9  | 12 | 9  | 30 | 37 | -7   |
| 9    | R. FC Liégeois       | 29  | 30 | 11 | 7  | 12 | 52 | 46 | +6   |
| 10   | R. Antwerp FC        | 29  | 30 | 11 | 7  | 12 | 43 | 44 | -1   |
| 11   | K. Lierse SK         | 26  | 30 | 8  | 10 | 12 | 30 | 40 | -10  |
| 12   | R. Racing White      | 24  | 30 | 8  | 8  | 14 | 36 | 47 | -11  |
| 13   | R. Daring CB         | 24  | 30 | 7  | 10 | 13 | 25 | 31 | -6   |
| 14   | K. Beringen FC       | 20  | 30 | 7  | 6  | 17 | 29 | 51 | -22  |
| 15   | R. Berchem Sport     | 18  | 30 | 4  | 10 | 16 | 24 | 52 | -28  |
| 16   | R. CS Brugeois       | 16  | 30 | 5  | 6  | 19 | 19 | 61 | -42  |

Légende
- Champion de Belgique 1966 et qualifié pour la « Coupe des clubs champions » la saison suivante
- Club qualifié pour la « Coupe des vainqueurs de coupe » pour la saison suivante
- Club inscrit en « Coupe des Villes de Foires » pour la saison suivante
- Club relégué pour la saison suivante

Abréviations
T : Tenant du titre 1965

C : Vainqueur de la Coupe de Belgique 1965-1966

 : Club promu de « Division 2 » depuis la saison précédente

### Meilleur buteur
Paul Van Himst (R. SC Anderlechtois) est sacré meilleur buteur avec 26 goals. Il est le treizième joueur belge différent, le seizième dans l'absolu, à remporter deux fois cette récompense.

#### Classement des buteurs
Le tableau ci-dessous reprend les quatorze meilleurs buteurs du championnat, soit les joueurs ayant inscrit dix buts ou plus durant la saison.
| #   | Pays | Joueur             | Club                 | Buts | Matches joués |
| --- | ---- | ------------------ | -------------------- | ---- | ------------- |
| 1.  |      | Paul Van Himst     | R. SC Anderlechtois  | 26   | 29            |
| 2.  |      | Raoul Lambert      | R. FC Brugeois       | 24   | 28            |
| 3.  |      | Jan Mulder         | R. SC Anderlechtois  | 19   | 21            |
| 4.  |      | François Demarteau | R. FC Liégeois       | 14   | 15            |
| =.  |      | Étienne Zaman      | R. Beerschot AC      | 14   | 21            |
| 6.  |      | Roger Foulon       | R. Daring CB         | 13   | 27            |
| 7.  |      | Urbain Segers      | R. Antwerp FC        | 12   | 27            |
| =.  |      | Jacques Stockman   | R. SC Anderlechtois  | 12   | 29            |
| 9.  |      | Roger Claessen     | R. Standard CL       | 11   | 18            |
| =.  |      | Kamiel Van Damme   | K. FC Malinois       | 11   | 23            |
| =.  |      | Éric Lambert       | ARA La Gantoise      | 11   | 29            |
| =.  |      | Johny Thio         | R. FC Brugeois       | 11   | 30            |
| =.  |      | Odilon Polleunis   | K. Sint-Truidense VV | 11   | 30            |
| 14. |      | Roger Maes         | K. Sint-Truidense VV | 10   | 28            |

## Parcours européens des clubs belges

### Parcours du RSC Anderlecht en Coupe des clubs champions
Anderlecht élimine au premier tour les turcs du Fenerbahçe puis les nord-irlandais de Derry City en huitièmes de finale. Après leur victoire 9-0 à domicile face à Derry City, le match retour est annulé car l'UEFA interdit la tenue du match retour dans le stade irlandais. Les anderlechtois tombent en quarts de finale face au Real Madrid. Après une courte victoire à l'aller (1-0), Anderlecht subit une défaite 4-2 au retour, synonyme d'élimination.

### Parcours du Standard de Liège en Coupe des vainqueurs de coupe
Le Standard franchit le premier tour en éliminant Cardiff City avec deux victoires (1-2 et 1-0) mais est ensuite éliminé par Liverpool, qui se montre intransigeant et remporte les deux manches (3-1 et 1-2).

### Parcours en Coupe des villes de foires
Deux des trois clubs belges engagés sont éliminés au premier tour. Le Daring CB est battu (1-3) par l'AIK Solna au Stade Edmond Machtens avant un partage (0-0) en Suède. Le R. FC Liégeois gagne le match aller (1-0) mais est ensuite défait (2-0) par les yougoslaves du NK Zagreb.
L'Antwerp est donc le seul club belge à franchir le premier tour. Il élimine difficilement les nord-irlandais de Glentoran (1-0 puis 3-3), avant d'affronter le FC Barcelone. Vainqueur 2-1 au Bosuil, le « Great Old » subit la loi des Catalans au Camp Nou (2-0).

## Récapitulatif de la saison
- Champion : R. SC Anderlechtois (12e titre)
- Première équipe à remporter douze titres de champion de Belgique
- 34e titre pour la province de Brabant.

| Région flamande (10)            | Région flamande (10) | Province de Brabant (3)      | Province de Brabant (3) | Région wallonne (3)    | Région wallonne (3) |
| ------------------------------- | -------------------- | ---------------------------- | ----------------------- | ---------------------- | ------------------- |
| Province d'Anvers               | 5                    | Région de Bruxelles-Capitale | 3                       | Province de Hainaut    | 0                   |
| Province de Flandre-Occidentale | 2                    | Province du Brabant flamand  | 0                       | Province de Liège      | 3                   |
| Province de Flandre-Orientale   | 1                    | Province du Brabant wallon   | 0                       | Province de Luxembourg | 0                   |
| Province de Limbourg            | 2                    |                              |                         | Province de Namur      | 0                   |

1. ↑  Au niveau footballistique, la province de Brabant est toujours unitaire malgré sa partition territoriale en 1995.

### Admission et relégation
Berchem Sport et le Cercle Brugeois sont relégués. Si le cercle anversois descend en Division 2, les flandriens sont renvoyés en Division 3 à la suite du scandale de corruption. 
Les deux descendants sont remplacés par le K. SV Waregem, dont c'est la première accession à l'élite, et le Sporting de Charleroi, lequel a dû disputer un match d'appui contre Waterschei pour obtenir le droit de retrouver l'élite après dix ans d'absence.

### Coupe du monde
En fin de saison, la huitième édition de la Coupe du monde se déroule en Angleterre qui s'impose en finale devant l'Allemagne de l'Ouest.
Pour la troisième fois de suite, les « Diables Rouges » ne sont pas qualifiés. La Belgique termine à égalité avec la Bulgarie en tête de son groupe, devant Israël. Malgré une différence de buts largement favorable (11-3 contre 9-6 aux Bulgares), les Belges sont contraints de disputer un test-match.
Le 29 décembre 1965, à Florence, les Diables Rouges, qui ont pourtant battu les Bulgares 5-0 deux mois plus tôt, s'inclinent 2-1 et font une croix sur la « World Cup » anglaise.

### Bilan de la saison
| Championnat de Belgique de football 1965-1966 |                                           |
| Champion                                      | R. SC Anderlechtois (12e titre)           |
| Dauphin                                       | K. St-Truidense VV                        |
| Coupes et trophées                            |                                           |
| Vainqueur de la Coupe de Belgique 1965-1966   | R. Standard CL                            |
| Qualifications continentales                  |                                           |
| Coupe des clubs champions européens 1966-1967 | R. SC Anderlechtois (Seizièmes de finale) |
| Coupe des vainqueurs de coupe 1966-1967       | R. Standard CL (Seizièmes de finale)      |
| Coupe des villes de foires 1966-1967          | R. Antwerp FC (1er tour)                  |
| Coupe des villes de foires 1966-1967          | ARA La Gantoise (Seizièmes de finale)     |
| Coupe des villes de foires 1966-1967          | R. FC Liégeois (Seizièmes de finale)      |
| Promotions et relégations                     |                                           |
| Promus en Division 1                          | K. SV Waregem                             |
| Promus en Division 1                          | R. Charleroi SC                           |
| Relégués en Division 2                        | R. Berchem Sport                          |
| Relégués en Division 2                        | R. CS Brugeois                            |